# Милорад Милинковић
Милорад Милинковић (Београд, 18. март 1965 — Јабуковац, 7. јануар 2025) био је српски редитељ, сценариста, глумац и публициста. Познат је по режији остварења Мртав ’ладан, Потера за срећ(к)ом и Читуља за Ескобара. Режирао је први српски филм снимљен у 3Д технологији — Пети лептир. Такође је био певач, кантаутор, ди-џеј, писац и фудбалски коментатор. Био је вокал и гитариста рок групе Морбиди и Мноћи и касније члан бендова Биг секс и Змајеви.
Рођен је у Београду. У родном граду је завршио Математичку гимназију 1983. Уписао је Академији уметности у Новом Саду где је дипломирао 1991, одсек режија. Његов дипломски филм Сатан Панонски постигао је успех и био је једини филм из бивше Југославије који се нашао на Бијеналу у Барселони. Режирао је још велики број филмских и телевизијских остварења: Рок дезертери, Рокументи, Казнени простор, Црни Груја 2, Дангубе!...
Милинковић је такође био трагач у српској верзији ТВ квиза Потера. Био је коментатор фудбалских утакмица на каналима Евроспорта. Написао је три књиге: Фантом трамвај, или, Чудновати доживљаји мог пријатеља Симе и његова заоставштина у пет књига (2010), Мртав ’ладан и без ноге, или, И после Тита Тито (2017) и Живот почиње у шездесет и другој (2023).

## Биографија

### Младост и први музички дани
Отац му је рођен у Осечини. Милинковићев деда је био носилац Албанске споменице а прадеда Ђорђе Петровић је погинуо прелазећи Албанију у Првом светском рату.
Милинковић је одрастао на Дорћолу. Пејоративни надимак Дебели је добио још у детињству јер је имао проблеме с вишком килограма. У свом опроштајном тексту Милану Делчи, написао је да је у дорћолским кафићима провео неке незаборавне дане са Делчом. Волео је музику и ппочео је да свира гитару и пева у андерграунд круговима.
Године 1985. оснива бенд Морбиди и Мноћи, његов састав су чинили Марио Сурјан (бивши члан групе Радост Европе)- гитара, пратећи глас; Дејан Стефановић (бивши члан групе Дух Нибор) - бас, пратећи глас и Стерије Толић - бубањ и удараљке. Чланови групе били су и Мирко Миливојевић (касније бубњар групе ЕКВ) као и Марио Шепаровић и Ћурчић. Њихове песме су "Играј твист на њеном лицу", "Зомби", "Хит" и песма "Пут". Уз бенд је формирано и удружење Морбида под скраћеницом СМБ (Савез Морбида Београда). После бенда Морбиди и мноћи, окушао се у групи Биг секс. Једна од њихових најпознатијих нумера је Седми дан. Касније, поново је наступао у бенду под називом Змајеви. Са бендом Змајеви издао је албум 2003. године, а тај исти бенд радио је музику за филм Црни Груја". Најпознатији члан бенда је поред редитеља Милорада Милинковића био продуцент Боца Стојиљковић. Након неког времена, Милинковић се окреће филмском свету и одлази у Нови Сад на Академију уметности и уписује одсек режија.

### Награђени дипломски рад
Његов музички рад је имао утицаја и на његов дипломски рад над Академији уметности. Његов дипломски рад о Ивици Чуљку, надимак Кечер 2, винковачком панкеру, локалној легенди, познатом по мистичном и ексцентричном понашању, је заправо био документарац. Дипломски филм Сатан Панонски носи истоимени псеудоним који је Ивица Чуљак сам сковао од погрдних имена који су му упућивали његови суграђани. Филм је премијерно приказан  у Студентском културном центру 23. маја 1990. године ексцентричним понашањем Сатана Панонског, који се на сцени сече и ваља, даље у филму је његов разговор на радио станици Б92, 29. маја 1990. године, а завршава у болници Поповача. Ово је једини филм снимљен за живота Сатана Панонског, уједно и дипломски рад студента Милорада Милинковића у класи професора Влатка Гилића. Био је једини филм из бивше Југославије који је био позван на Барселонски бијенале. Међутим, Милинковић није отишао на тај догађај.

### Позоришне представе
Милорад Милинковић је режирао следеће позоришне представе : Happy night (Миленко Бодирогић, 1992, Београдско драмско позориште); Београдске приче (Александар Баришић, 1993, СКЦ); Зиги, звездана прашина (Марија Солдатовић, 1995, Битеф театар); Љубавник (Харолд Пинтер, 1998, Југоконцерт-Битеф Театар); Пасторала (Радослав Павловић, 2007, Фави Театар).

### Мртав ’ладан
Снимио је свој први дугометражни филм 2002. године под називом Мртав ’ладан, за који је три године раније написао сценарио. Сцене за филм су рађене у Банатској равници - Вршцу. Првобитни радни наслов филма "Мртав'Ладан" је био "Човек у љубичастом оделу". Филм је имао преко 300.000 гледалаца. По укупној гледаности у домаћим биоскопима заузео је друго место, одмах иза филма Зона Замфирова. На основу филма је уследила и ТВ серија, а до сада је репризирана више пута. Под утицајем филма је чак и једна посластичарница у Бањалуци названа "Мртав'Ладан". Било је планова да се уради наставак филма.

### Потера за срећком
Милинковићев други филм била је комедија Потера за срећ(к)ом снимљена 2005. године.
После првог успешног филма, уследио је други не тако, по мишљењу критичара, успешан филм. Димитрије Војнов, филмски критичар, каже: ”Потера за срећ(к)ом”, наиме, није само неуспео филм. Она је неопростив пример дрског јавашлука који се не може заклонити угледним и популарним именима која се око њега врте. Овај филм је повреда угледа за сваког учесника… Да је ово Холивуд, па да су наши филмски аутори плаћеници који раде шта им се наручи, “Срећко” би могао стајати као мање славна ставка у њиховим каријерама. Међутим, овде где се ауторски и комерцијални филм преплићу, где су по правилу најгледанији и најомиљенији квалитетни филмови, где нам ти исти глумци са позоришне сцене за малтене већи новац приказују неку уметност, где се стално нешто као боре за своју уметност и боље услове, битан је и углед, а новац дефинитивно није довољно велики да све оправда…ни Милорад Милинковић, који несумњиво јесте један од добрих чувара београдског духа, неко време неће моћи да поврати икакав редитељски кредибилитет”. Rotten Tomatoes оценио је филм ниском оценом.
Режисер Милорад Милинковић, на филмском фестивалу у Херцег Новом, на све критике одговорио је да је намеравао да сними „лимунаду”, али не у пежоративном значењу, већ као жанр који публика воли, а критика потцењује. Филм је био на такмичењу двадесетог филмског фестивала у Херцег Новом 2006. године. Девет филмова је било у конкуренцији, међу њима и ”Потера за срећ(к)ом”. У питању је први српски филм који је снимљен у иностранству после десет година. Део филма је сниман на Крфу, где је учествовало и троје грчких глумаца а то су Христос Савас, Александрос Катехис и Деспина Јанопоулоус.

### Читуља за Ескобара
Премијера филма Читуља за Ескобара је одржана 2008.
За три недеље овај филм је видело 80,000 гледалаца. Филм “Читуља за Ескобара” је настао у продукцији “Пинк Филм Интернатионала”. Дејан Дабић професионални филмски критичар прокоментарисао је филм следећим речима “... иако је Милинковић и раније потврдио да је занатски прецизан редитељ, да добро ради с глумцима, њему је овај филм једноставно исклизнуо, тако да помало цинично делује дистрибутерска најава - “да овај филм још нисте видели.” Борислав Анђелић, филмски критичар, рекао је да је до сада то најамбициознији филм овог редитеља. Уз подршку све моћније продукције Пинк-а, реч је о његовом најкомплекснијем филмском пројекту, али није остварио вишеструке циљеве. Прича има додирних тачака с филмовиа Тај дивни живот Френка Капре и Игром плакања Нила Џордана.

### Здухач значи авантура
Наредни филм који је режирао био је Здухач значи авантура (2011). Милинковић овога пута се публици представио тинејџерском музичком комедијом, а премијерно је приказана 5. априла 2011 године у Центру “Сава”. Многобројна публика поздравила је бурним аплаузом редитеља, ауторску екипу и глумачки ансамбл. Драган Бјелогрлић је изјавио ”Милорад Милинковић се, за разлику од многих, слаже са њим, и не приказује свакодневницу онаквом каква јесте, већ покушава да лаганим темама забави и улепша сат и по времена сваком гледаоцу”. Јелисавета Орашанин је рекла да “То је опуштен и духовит филм, без насиља и псовки”. Милинковић је о свом филму рекао “Лично волим филмове који су забавни и духовити, али који имају и оно нешто што их чини другачијим и даје им дубљу ноту, нешто због чега филм не заборавите чим изађете из биоскопске сале, већ вам у малом мозгу остају слике или питања или емоције. Сад, ја се надам да је овај филм такав”. У свом филму имао је и глумце дебитанте, а осим оригиналне музике коју је писао Драгољуб Марковић, има много песама свих бендова из региона. У филму је наступила и Бањалучка група “Сопот”. Филму је био потребан бенд, па су их позвали.
Дубравка Лакић, филмски критичар, коментарише “Једно је сигурно - Требиње и Бања Лука у новом филму... изгледају као пресликани са најлепших панорамских разгледница, и уколико је ово био стратешки циљ овог филма, он је сасвим постигнут”. Милорад Милинковић сасвим добро комуницира са биоскопском публиком. Очигледно да је уродио плодом редитељски сок од клеке. Лик из наслова - Здухач је митолошко биће, човек са даром да се у сну бори за добро, истовремено је и лик у видео игрици коју играју главни јунаци. Филм је урађен уз иновативну примену ХД технологије. Филм је сниман највише у Бањалуци и Требињу, а мањим делом у Београду.

## Смрт
Преминуо је 7. јануара 2025. у порти цркве Вазнесења Господњег у Јабуковцу код Неготина. Милинковићу је позлило током литургије, а разлог смрти је срчани удар.
Сахрањен је 13. јануара у Алеји заслужних грађана на Новом гробљу у Београду.

## Лични живот
Био је ожењен српском глумицом Јеленом Ђукић с којом има ћерку Дивну.
Био је навијач Партизана.
Био је један од потписника подршке листи Александар Вучић — Србија не сме да стане пред парламентарне изборе у Србији 2023.
Фебруара 2025. је постхумно одликован Орденом Карађорђеве звезде првог степена.

## Филмографија

### Филмови
| Год.   | Назив                       | Жанр                 | Награда |
| ------ | --------------------------- | -------------------- | ------- |
| 1990-е |                             |                      |         |
| 1990.  | Рок дезертери               | документарни         |         |
| 1990.  | Сатан Панонски              | документарни         |         |
| 1998.  | Secret of Aleksandar S.     | документарни         |         |
| 2000-е |                             |                      |         |
| 2002.  | Мртав ’ладан                | комедија             |         |
| 2005.  | Потера за срећ(к)ом         | комедија             |         |
| 2008.  | Читуља за Ескобара          | комедија, криминални |         |
| 2010-е |                             |                      |         |
| 2011.  | Здухач значи авантура       | комедија             |         |
| 2014.  | Мали Будо                   | комедија             |         |
| 2014.  | Пети лептир                 | породични, авантура  |         |
| 2018.  | Патуљци са насловних страна | комедија             |         |
| 2020-е |                             |                      |         |
| 2023.  | Што се боре мисли моје      | драма                |         |
| 2025.  | Седеф-магла (филм)          | драма                |         |

1. 1 2 3 4 5 6 7  Такође и сценариста.

### ТВ серије
| Назив серије                   | Време приказивања | Напомене            |
| ------------------------------ | ----------------- | ------------------- |
| Рокументи                      | 1994—1995.        |                     |
| Казнени простор                | 2002—2003.        |                     |
| Црни Груја 2                   | 2004—2005.        |                     |
| Дангубе!                       | 2005.             | такође и сценариста |
| Љубав и мржња                  | 2007—2008.        |                     |
| Само вечерас                   | 2011.             |                     |
| Надреална телевизија           | 2012—2013.        |                     |
| Дојч кафе                      | 2016.             |                     |
| Кљун                           | 2020.             | творац              |
| Љубавни залогаји               | 2021.             | такође и творац     |
| Сложна браћа — Next Đeneration | 2021—2022.        |                     |
| Кнез Михаило                   | 2024.             |                     |
| Сумпор                         | 2024.             |                     |

1. ↑  Милинковић није био део редитељ серије, већ је осмислио идеју за дело у сарадњи са Срђаном Драгојевићем.

### Као глумац
| Год.  | Назив                          | Улога                 | Напомена                             |
| ----- | ------------------------------ | --------------------- | ------------------------------------ |
| 2000. | Земља истине, љубави и слободе |                       |                                      |
| 2001. | Муње!                          |                       |                                      |
| 2002. | Мртав ’ладан                   | телохранитељ          | улога није наведена у завршној шпици |
| 2003. | Казнени простор                |                       |                                      |
| 2003. | Лисице                         | ТВ редитељ            |                                      |
| 2013. | Надреална телевизија           |                       |                                      |
| 2018. | Немањићи — рађање краљевине    | ковач                 | епизода: „Код Кулина бана”           |
| 2018. | Тражим биоскоп за озбиљну везу | глуми самог себе      |                                      |
| 2022. | Камионџије д. о. о.            | Милинковић            |                                      |
| 2023. | Сложна браћа — Next Đeneration | матичар               | епизода „Рат и мир”                  |
| 2023. | Изолација                      | реализатор            |                                      |
| 2023. | Што се боре мисли моје         | митрополитов секретар |                                      |